# Walter Baade

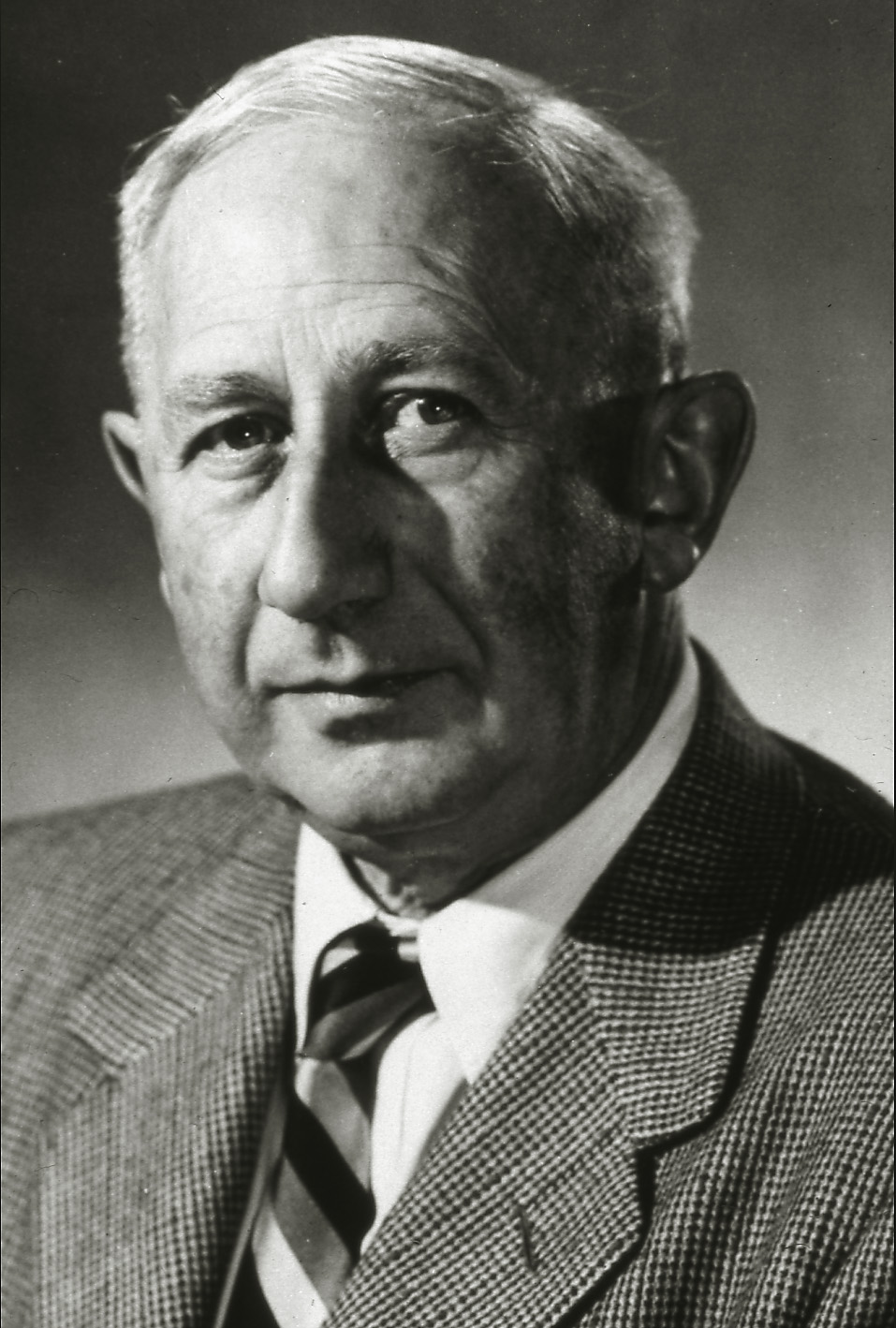
Walter Baade

Wilhelm Heinrich Walter Baade (* 24. März 1893 in Schröttinghausen; † 25. Juni 1960 in Göttingen) war ein deutscher Astronom und Astrophysiker.

## Leben

### Anfang der Karriere in Deutschland
Walter Baade, Sohn eines Lehrers, wuchs in Schröttinghausen auf, wo sein Vater an der örtlichen Volksschule unterrichtete. Um dem Sohn den Besuch eines Gymnasiums zu ermöglichen, zog die Familie nach Herford. Am dortigen Friedrichs-Gymnasium legte Baade 1912 seine Reifeprüfung ab und studierte Mathematik, Physik, Geophysik und Astronomie an den Universitäten Münster und Göttingen. Eine angeborene Hüftbehinderung verhinderte den Militärdienst während des Ersten Weltkriegs. 1919 promovierte er in Göttingen. Er erhielt eine Anstellung an der Hamburger Sternwarte, wo er u. a. 1920 den Asteroiden Hidalgo entdeckte.
Bei einem Aufenthalt in den Vereinigten Staaten im Jahre 1925, anlässlich der Beobachtung einer Sonnenfinsternis, lernte er Harlow Shapley kennen, der ihm zu einem Stipendium verhalf. 1926/27 arbeitete Baade am Harvard-College-Observatorium, am Yerkes-Observatorium, am Lick-Observatorium sowie am Mount-Wilson-Observatorium und untersuchte Sternhaufen und Spiralgalaxien.
Nach seiner Rückkehr nach Hamburg erhielt Baade im Januar 1928 den Ruf auf eine Professorenstelle und den Direktorposten des Jenaer Observatoriums. Er lehnte ab, weil die gewünschte Ausstattung auch mit Hilfe der Carl-Zeiss-Stiftung nicht erfüllt werden konnte.
Noch im selben Jahr wurde er an der Universität Hamburg zum Hochschullehrer habilitiert. In seiner Antrittsvorlesung im Januar 1929 benutzte Baade den Begriff „Hauptnova“, in damaliger Zeit ein neues Konzept, für die später Supernova genannte Erscheinung.
Im gleichen Jahr heiratete er Johanna Bohlmann, die als technische Assistentin an der Hamburger Sternwarte arbeitete.
1938 wurde er zum korrespondierenden Mitglied der Göttinger Akademie der Wissenschaften gewählt. In den späten 1930er Jahren versuchte man, Baade als Direktor der Hamburger Sternwarte zu gewinnen, er wollte aber auf die günstigen Beobachtungsmöglichkeiten in Kalifornien nicht verzichten. 1942 wurde Otto Heckmann Direktor der Hamburger Sternwarte.

### Berufung an das Mount-Wilson-Observatorium
Im Jahre 1931 hatte Baade nämlich eine Berufung an das Mount-Wilson-Observatorium erhalten. Später war er auch am Mount-Palomar-Observatorium tätig. Als Rudolph Minkowski nach der Machtergreifung Hitlers Berufsverbot erhielt, holte ihn Walter Baade nach Kalifornien. Damit rettete Baade seinem Freund wahrscheinlich das Leben. Während des Zweiten Weltkriegs wurden fast alle Astronomen des Mount Wilson zur Entwicklung von Waffensystemen abgezogen. Baade, der noch immer deutscher Staatsbürger war (man hatte ihm bei seiner Ankunft geraten, Deutscher zu bleiben, um das Institut international zu halten), war hiervon ausgenommen.
So hatte er fast unbegrenzte Beobachtungszeiten und infolge der angeordneten Verdunklung optimale Beobachtungsbedingungen. Durch die fotografische Untersuchung eines Typs von veränderlichen Sternen, den Cepheiden, in anderen Galaxien konnte er deren Entfernungen bestimmen. 1944 gelang Baade mit Hilfe eines 2,5-Meter-Spiegels erstmals die Auflösung der Kernregion des Andromedanebels in einzelne Sterne. 1952 stellte Baade fest, dass die Entfernungen zu den Galaxien mindestens doppelt so groß waren wie bis dahin angenommen wurde. Durch diese Revision des Hubble-Parameters verdoppelten sich der Maßstab und das Alter des Universums. Baade untersuchte die Strukturen der Milchstraße und entdeckte, dass unsere Galaxis aus Sternen zweier unterschiedlicher Populationen besteht. Durch die Beobachtung von RR-Lyrae-Sternen bestimmte er den Abstand des Sonnensystems vom Zentrum der Galaxis. Ebenfalls beschäftigte er sich mit der Identifikation verschiedener kosmischer Radioquellen mit optischen Objekten und fotografierte sie mit dem 5-Meter-Hale-Teleskop auf Mount Palomar.

### Baadesches Fenster

Das Baade’sche Fenster, Aufnahme der Skymapper-Kamera der Raumsonde Gaia. Die Aufnahme enthält ca. 2,8 Millionen Sterne.

Walter Baade fand 1951 das Baade’sche Fenster. Es handelt sich um ein fast absorptionsfreies, circa 1/4 Quadratgrad (etwa Vollmondgröße) großes galaktisches Fenster bei den galaktischen Koordinaten l = 0,9° und b = −3,9°. Im Sichtstrahl liegt hier das circa 30.000 Lichtjahre entfernte Zentrum der Galaxis, was außerhalb des Baade’schen Fensters aufgrund der Absorption durch Staubwolken nicht sichtbar ist. Im Baade’schen Fenster liegt auch der Kugelhaufen NGC 6522 in circa 20.000 Lichtjahren Abstand. Baade entdeckte Anfang der 1930er Jahre den Zentralstern des Krebsnebels, Pulsar PSR B0531+21, entstanden durch eine Supernova im Jahr 1054. Später, in den 1960er Jahren, erkannte man, dass dieser Stern ein Pulsar und Neutronenstern ist. Dieser Stern wird heute Baades Stern genannt. Mit dem Schweizer Fritz Zwicky prägte er den Begriff „Supernova“, als sie Novae beobachteten. Eine Nova in einer fernen Galaxie erschien ihnen gleichhell wie eine nahe gelegene in unserer Milchstraße. Die Energieabstrahlung der Nova der fernen Galaxie war also ungleich viel größer als die aus unserer Milchstraße.

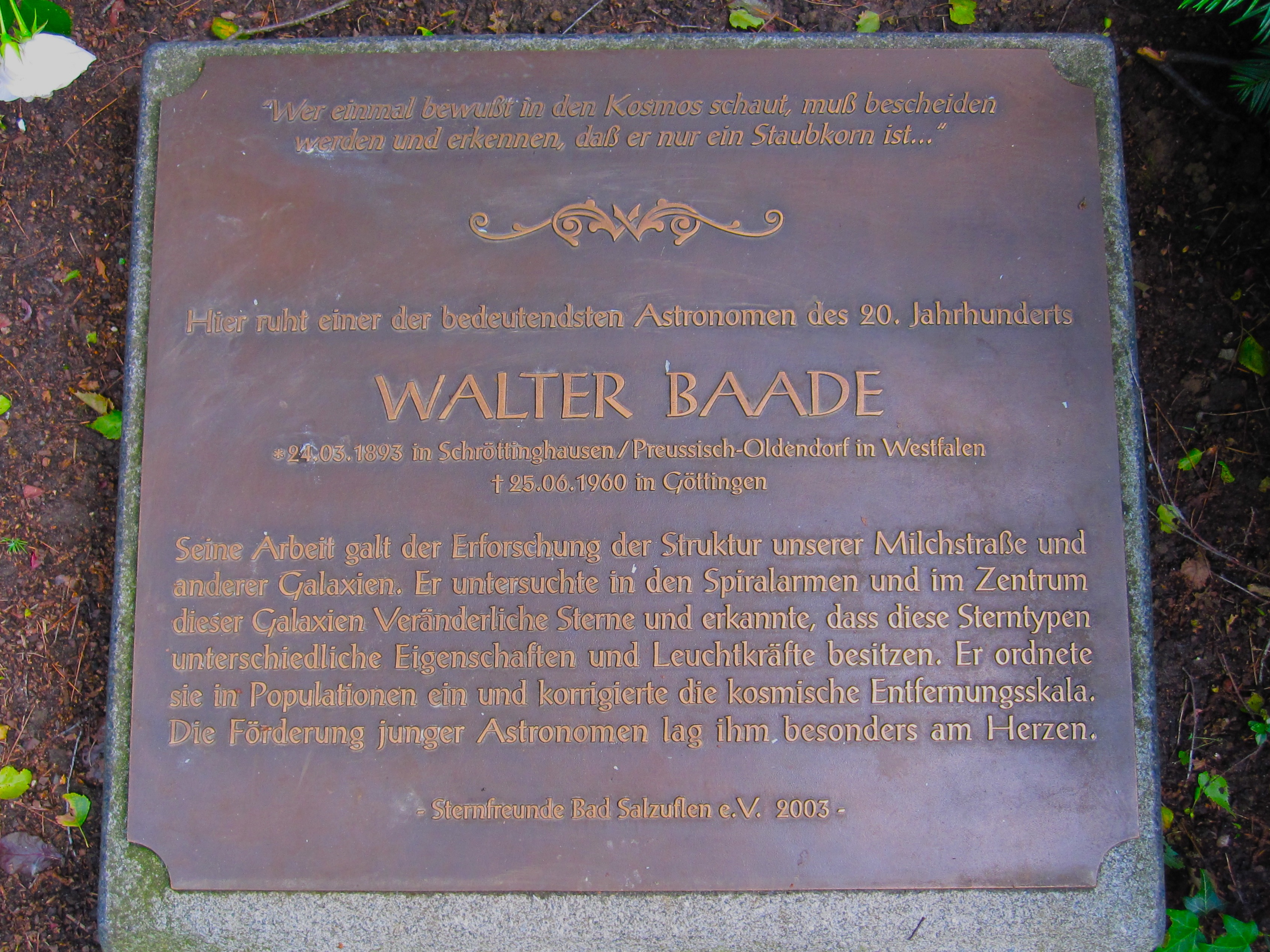
Bronzeplatte auf dem Grab von Walter Baade

Die Entwicklung des komafreien Spiegelteleskops geht auf intensive Gespräche und Anregungen zwischen Baade und Bernhard Schmidt zurück, als sie 1929 zu einer Sonnenfinsternisexpedition auf die Philippinen reisten. Auch wird Baade als der „Urheber“ der Europäischen Südsternwarte (ESO) angesehen.

Donald E. Osterbrock, zuletzt Direktor des Lick-Observatoriums, traf Baade erstmals 1950 und war eingenommen, wenn nicht gar bezaubert (entranced), von seiner Persönlichkeit und seiner Art zu sprechen; er gab 40 Jahre nach dem Tod von Walter Baade die Biographie „Walter Baade – A Life in Astrophysics“ heraus. Baade sei über seine außer Frage stehende Eignung hinaus „eine sehr angenehme und liebenswürdige Person“, so hatten ihn schon seine Göttinger Professoren gelegentlich seiner Bewerbung beim Observatorium Hamburg-Bergedorf gegenüber dem Direktor Schorr eingeführt. Eine immer wiederkehrende Beschreibung von Baade sei nämlich: „a very pleasant and amiable person“ (Osterbrock), zur Persönlichkeit s. auch. Osterbrock betont, dass die Entdeckung der gesonderten Sternpopulationen, anfänglich alter und junger Sterne, Baades größter Beitrag (1944) zur Astrophysik sei und damit das Forschungsgebiet Sternentwicklung und darüber hinaus eröffnete, wie auch schon Halton Arp in seinem Nachruf von 1961 eindrucksvoll betonte: Baade selbst meinte, „Kosmogonie“ oder der Ursprung des Universums seien einer Lösung durchaus zugänglich.

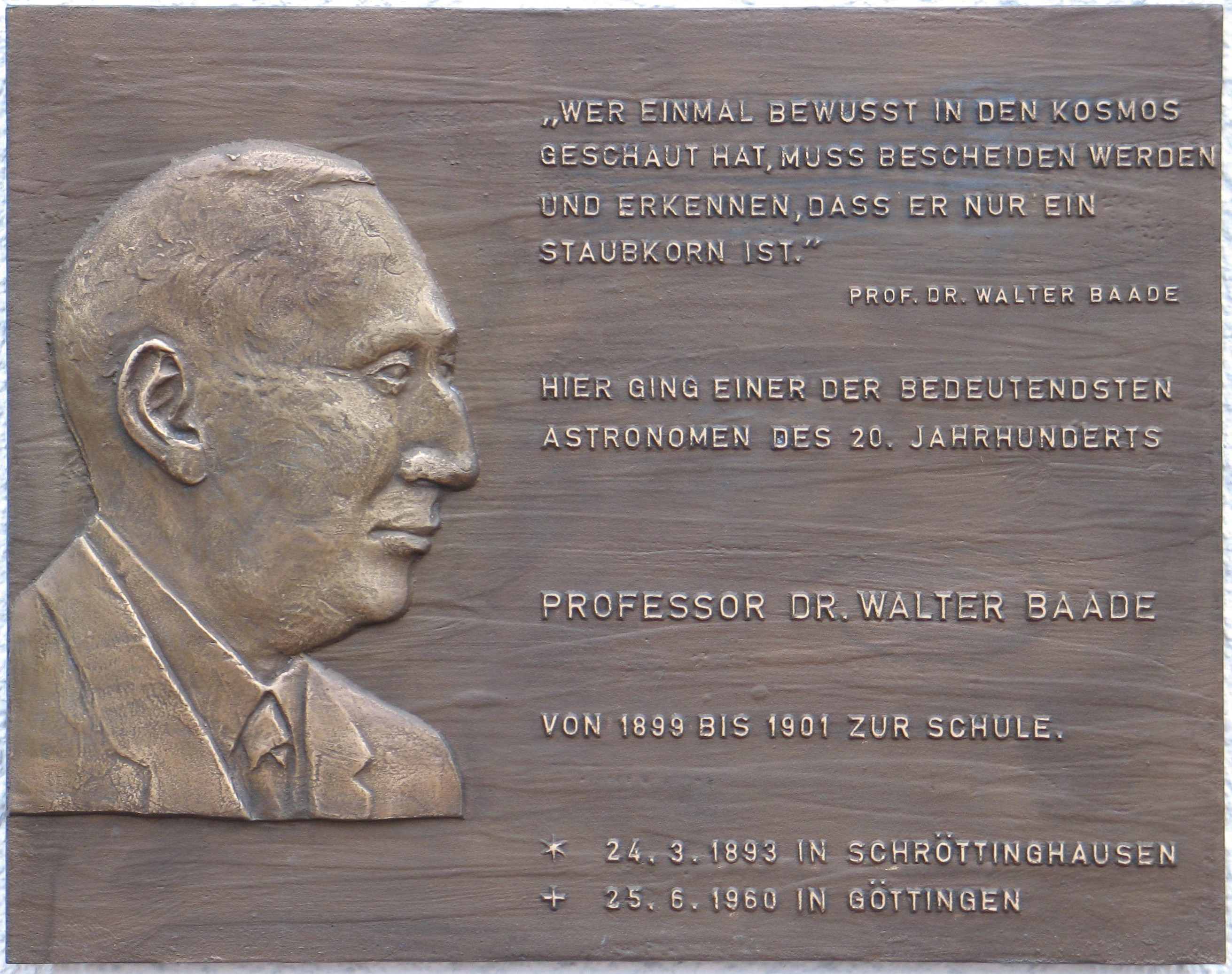
Gedenktafel am Geburtsort

Ab 1951 war Baade korrespondierendes Mitglied der Bayerischen Akademie der Wissenschaften.

### Ruhestand
Walter Baade wurde zu Ende Juni 1958 von der Carnegie Institution for Science in den Ruhestand versetzt, mit der Folge, dass er nicht mehr am großen 200-inch-Teleskop observieren durfte. Nun folgte er zum Semester 1958/59 einer länger schon bestehenden Einladung der Harvard University. Die ausgezeichnete Vorlesungsreihe mit vollständiger Behandlung der Struktur der Galaxien und Evolution der Sterne wurde nach seinem Tode mit dem Titel Evolution of Stars and Galaxies nach Aufzeichnungen herausgegeben. Dieses Buch war sogleich weit verbreitet und ein großer Erfolg unter den Astronomen. Während fast zwei Jahrzehnten hatte es großen Einfluss auf die astronomische Forschung.
Nach seiner Rückkehr aus Australien, wo Baade etwa ein Jahr an allen dortigen Universitäten Vorlesungen hielt, trug ihm 1959 die Universität Göttingen die Gauß-Professur an. 1960 verstarb Walter Baade nach einer Operation. Er wurde in Bad Salzuflen beigesetzt, wo er mit seiner Frau den Lebensabend verbringen wollte.
Halton Arp schrieb für die Royal Astronomical Society of Canada den Nachruf auf Walter Baade; Arp war sein Doktorand gewesen. Walter Baade hatte dieser wissenschaftlichen Gesellschaft als Ehrenmitglied angehört.

## Gedenken
Ende der 1990er Jahre wurde das Grab auf dem Obernbergfriedhof, kurz vor der Einebnung, auf Betreiben amerikanischer und deutscher Astronomen zum Ehrengrab auf Dauer eingerichtet. Seit 2003 ziert eine Inschrift auf einer Bronzeplatte das Grab, die auf die Bedeutung seiner Leistung für die astronomische Wissenschaft hinweist. Hierfür spendeten nicht nur deutsche Bürger, sondern auch deutsche und amerikanische Astronomen aus Kalifornien, Arizona und Hawaii. Frau Gerda-Ilka Borgelt, Vorsitzende der Sternfreunde Bad Salzuflen, verfasste zum 110. Geburtstag einen Artikel über Walter Baade. Im Jahr 2005 wurde die Schulsternwarte der Stadt Bad Salzuflen im Schulzentrum Lohfeld nach ihm benannt. Seit Anfang Dezember 2007 befindet sich eine Gedenktafel an der ehemaligen, von ihm besuchten Dorfschule in Schröttinghausen (Preußisch Oldendorf).

## Ehrungen
- 1953: Mitglied der American Philosophical Society
- 1953: Auswärtiges Mitglied der Königlich Niederländischen Akademie der Wissenschaften
- 1954: Goldmedaille der Royal Astronomical Society
- 1955: Bruce Medal
- 1958: Henry Norris Russell Lectureship
- 1964: Mondkrater Baade nach ihm benannt, davon abgeleitet das Mondtal Vallis Baade
- Asteroid (1501) Baade trägt ebenfalls ehrenhalber seinen Namen
- 2000: Das zuerst betriebsfertige der beiden Magellan Teleskope in Chile erhielt den Namen Walter Baade Telescope.